# Hjärtfrekvens

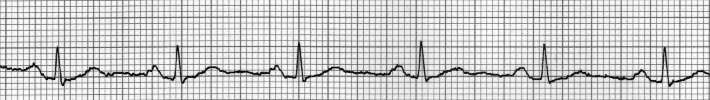
EKG som visar sinusrytm. De höga staplarna kallas R-vågor. Antalet R-vågor (R-R-intervall) i minuten är samma sak som hjärtfrekvensen.

Hjärtfrekvens är hjärtslagens tempo, och räknas i slag per minut. Ett vanligt sätt att mäta hjärtfrekvensen är att mäta pulsen, som är hur hjärtslagen yttrar sig i blodådrorna som dunkande vågor. Hjärtfrekvensen kan också mätas med EKG och stetoskop. För snabb hjärtfrekvens kallas takykardi, och för långsam bradykardi.

## Funktionen
Hjärtslagen är sammandragningar av hjärtmuskeln, som sker för att pumpa ut blod med sådan kraft att kroppens vävnader får tillgång till blodet, som innehåller bland annat syre, hormoner och näringsämnen. I synnerhet syre måste kontinuerligt tillföras kroppens celler för att kroppen ska fungera. Hur mycket syre cellerna behöver beror i normalfallet på upphetsningsnivån. Sammandragningarna uppstår av hjärtats pacemakerceller i sinusknutan, vilken i sin tur reagerar på naturliga förändringar i natrium-, kalium- och kalciumflödena. Opåverkad av hormoner och andra modifierare, skulle hjärtat slå ungefär 100-110 slag per minut. I vila påverkas dock hjärtat av vagusnerven (parasympatiska nervsystemet) som sänker hjärtfrekvensen. Vid ansträngning reagerar hjärtat på sympatiska nervsystemet, som motarbetar impulserna från vagusnerven och ökar hjärtfrekvensen. 

## Hjärtfrekvens per minut
Hjärtfrekvensen i vila är för en vuxen normalt sett mellan 70 och 80 slag per minut, men hos barn är den högre. Vid fysisk och psykisk ansträngning förändras hjärtfrekvensen som ett viktigt led i anpassningen till omgivningen, och genom aktivering av sympatiska nervsystemet. Detta uppstår normalt och dagligen vid fysisk aktivitet. Detta kan också uppkomma vid systemiska sjukdomar som feber, anemi och giftstruma, eller vid stress såsom vid ångest eller rädsla.
Det finns gränser för hur långsam och snabb hjärtfrekvensen kan vara. En alltför långsam hjärtfrekvens riskerar att leda till att cellerna inte förses med syre, näringsämnen och annat de behöver för att fungera normalt. Om hjärtfrekvensen i vila understiger ca 60 slag per minut, kallas tillståndet bradykardi. Det finns också gränser för hur snabbt hjärtat kan slå. Om hjärtat under vila eller normala vardagliga aktiviteter överstiger 100-110 slag per minut kallas tillståndet takykardi. När hjärtat slår för snabbt hinner det inte fylls med blod innan det pumpar blodet vidare och inte tömmas på tillräckligt med blod, vilket på sikt leder till att blodförsörjningen till cellerna blir nedsatt, däribland till hjärnan som kan få syrebrist. Takykardi ökar risken för blodpropp i hjärtat och därmed risken för hjärtattack. Både bradykardi och takykardi är hjärtrytmrubbningar (arytmier), och kan bero på sjukdomar som behöver behandlas, i synnerhet om de uppkommer plötsligt och personen blir mentalt påverkad.

## Fysisk träning
Vid fysisk träning kan kroppen däremot tåla högre hjärtfrekvens; det kan vara både nödvändigt och eftersträvansvärt att få upp pulsen för att få ut något av sin träning (bättre kondition, viktminskning).